# NGC 2524
NGC 2524 est une galaxie lenticulaire située dans la constellation du Lynx. NGC 2524 a été découverte par l'astronome français Édouard Stephan en 1877.

## Caractéristiques
Sa vitesse par rapport au fond diffus cosmologique est de 4 087 ± 12 km/s, ce qui correspond à une distance de Hubble de 60,3 ± 4,2 Mpc (∼197 millions d'al).
À ce jour, une mesure non basée sur le décalage vers le rouge (redshift) donne une distance d'environ 55,600 Mpc (∼181 millions d'al). Cette valeur est tout juste à l'extérieur des valeurs de la distance de Hubble. Notons cependant que c'est avec la valeur moyenne des mesures indépendantes, lorsqu'elles existent, que la base de données NASA/IPAC calcule le diamètre d'une galaxie et qu'en conséquence le diamètre de NGC 2524 pourrait être d'environ 26,3 kpc (∼85 800 al) si on utilisait la distance de Hubble pour le calculer.
Selon la base de données Simbad, NGC 2524 est une galaxie LINER, c'est-à-dire une galaxie dont le noyau présente un spectre d'émission caractérisé par de larges raies d'atomes faiblement ionisés.

## Groupe de NGC 2415
NGC 2524 fait partie d'un groupe de galaxies d'au moins 9 membres, le groupe de NGC 2415. Outre NGC 2524 et NGC 2415, les autres du groupe sont NGC 2444, NGC 2445, NGC 2476, NGC 2493, NGC 2528, UGC 3937 et UGC 3944.